# Кориярве
Ко́риярве (эст. Korijärve) — деревня в волости Валга уезда Валгамаа, Эстония.  
До административной реформы местных самоуправлений Эстонии 2017 года входила в состав волости Тыллисте.

## География и описание
Расположена на юге Эстонии, у железной дроги Валга—Печоры, на берегу озера Кориярв. Расстояние от деревни до уездного и волостного центра — города Валга — 17 километров. Высота над уровнем моря — 53 метра.
Климат умеренный. Официальный язык — эстонский. Почтовый индекс — 68313.

## Население
По данным переписи населения 2021 года, в Корияре проживали 49 человек, все — эстонцы.
По состоянию на 1 января 2020 года в деревне насчитывалось 49 жителей, из них 29 мужчин и 20 женщин; детей в возрасте до 14 лет включительно — 10, лиц пенсионного возраста (65 лет и старше) — 13.
По данным переписи населения 2011 года, в деревне проживали 52 человека, все — эстонцы.
Численность населения деревни Кориярве:
| Год  | 1959 | 1970  | 1979  | 1989 | 2000 | 2011 | 2017 | 2018 | 2019 | 2020 | 2021 |
| ---- | ---- | ----- | ----- | ---- | ---- | ---- | ---- | ---- | ---- | ---- | ---- |
| Чел. | 233  | ↘ 201 | ↘ 131 | ↘ 85 | ↘ 66 | ↘ 52 | ↗ 54 | ↘ 53 | ↘ 49 | → 49 | → 49 |

## История
В письменных источниках деревня впервые упомянута в 1582 году как Korrigerwe. В 1601 году упоминается Korieff, в 1638 году — Korri Jerw, в 1718 году — Korjerwe külla.
На военно-топографических картах Российской империи (1846–1912 годы), в состав которой входила Лифляндская губерния, деревня обозначена как Куррица.

## Происхождение топонима
Своё название деревня получила от озера Кориярв (в 1627 году упоминается как Korri).
Местные жители называют исторические группы хуторов в Кориярве «деревнями»: Якуци (эст. Jakutsi, в 1839 году поминается как Jakutzi), Кооса (эст. Koosa, в 1585 году упоминается Kiersten Kiest, в 1601 году — Kersten Koss, в 1638 году — Koesz), Курицы (эст. Kuritsõ, в 1627 году  упоминается Kuritz Jack), Мату (эст. Matu, в 1839 году упоминается Matto) и Цили (эст. Tsili, в 1627 году упоминается Silgi Juergen, в 1638 году — Zilli Jürgen).
Стоит отметить топоним Курицы. Раньше это было место мельницы у истока из озера. В соседней деревне Тагула есть также группа хуторов Курице (эст. Kuritse) и возле него озеро Курице (в 1627 году упоминается как Tagola). Возможно, заимствованное русское слово «курица» в смысле ′сетчатый рыболовный инструмент′ стало здесь фамилией. В то же время такая фамилия может быть образована от старинного названия озера — Корри.